# Regierung Jozef Tiso III
Die Regierung Jozef Tiso III, geführt vom Ministerpräsidenten Jozef Tiso, war die dritte Regierung der Slowakei (offiziell auch „Slowakisches Land“, slowakisch Slovenská krajina), des autonomen Teilstaates der Tschecho-Slowakei 1938–1939. Sie befand sich vom 20. Januar 1939 bis 9. März 1939 im Amt. Sie folgte der Regierung Jozef Tiso II und wurde  durch die Regierung Jozef Sivák abgelöst.

## Regierungsbildung
Nachdem der Ministerpräsident der vorherigen Regierung Jozef Tiso II, Jozef Tiso, am 20. Januar 1939 zurücktrat, wurde die Regierung Jozef Tiso III ins Amt eingeführt. Am 9. März 1939 wurde die Regierung aufgelöst.

## Regierungszusammensetzung
Die Minister befanden sich während der gesamten regulären Amtsperiode im Amt (1. Dezember 1938 bis 20. Januar 1939), wenn nicht anders angegeben.
- Ministerpräsident: Jozef Tiso
- Innenminister: Jozef Tiso
- Minister soziale Fürsorge und Gesundheitswesen: Jozef Tiso[Anm. 2]
- Minister für Schulwesen und nationale Aufklärung: Jozef Sivák[Anm. 3]
- Justizminister: Miloš Vančo
- Finanzminister: Pavol Teplanský
- Wirtschaftsminister: Mikuláš Pružinský
- Minister für Verkehr und öffentliche Arbeit: Ferdinand Ďurčanský

### Parteizugehörigkeit
Die führende und einzig zugelassene Partei im Slowakischen Staat war Hlinkova slovenská ľudová strana – Strana slovenskej národnej jednoty, deutsch bekannt als Hlinkas Slowakische Volkspartei,  kurz Hlinka-Partei.  Sie hatte den Charakter einer Einheitspartei.